# Кубинская хутия
Кубинская хутия, или хутия конга (Capromys pilorides), — вид крупных грызунов из подсемейства хутиевых семейства щетинистых крыс. Эндемик Кубы.

## Описание
Длина тела достигает от 30 до 60 см, хвост длиной от 14 до 30 см, масса от 3 до 9 кг. Густая, длинная шерсть серого, бурого или чёрного окраса. Конечности короткие, пальцы широких лап с длинными когтями. Длинный хвост покрыт редкими волосам. 

## Распространение
Вид распространён на острове Куба и близлежащих островах. Населяет тропические леса вблизи водоёмов, обычно на равнинах, реже в горах.

## Образ жизни

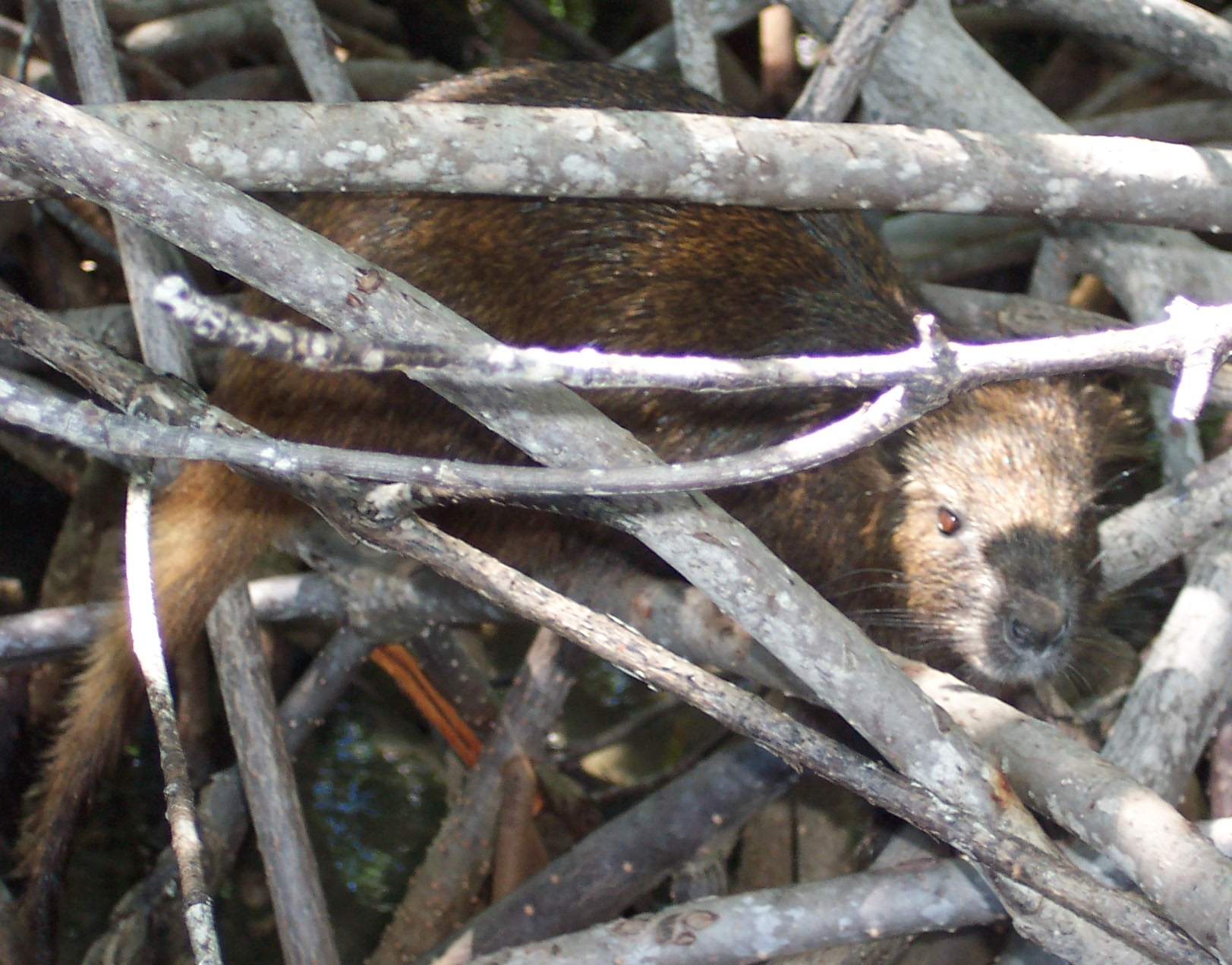
Кубинская хутия прячется в густых мангровых зарослях

Хутии, в основном, наземные грызуны, хотя могут довольно ловко лазать по большим деревьям. Держатся парами, причём на ограниченной площади достигают значительной плотности — до 30 особей на 1 га. Однако даже в такой ситуации агрессивных контактов не наблюдается. Столкновения между самцами возникают лишь при соперничестве за самку. Пара хутий метит свою территорию мочой, но не столько для обозначения границ участка, сколько для обмена информацией с другими особями. Гнёзда размером около 1 метра в диаметре располагаются в мангровых зарослях, строятся из ветвей и листьев мангров. Иногда пара хутий устраивается среди скал или в чужой норе.
Активны днём. Животные любят греться на солнце, забираясь на вершины высоких деревьев, причём они так сворачиваются в клубок, что с земли кажутся просто скоплением листьев. В пищу хутии используют главным образом листья, кору, фрукты. Иногда ловят и поедают ящериц и других мелких животных. 

## Размножение
Размножается в течение всего года, детёныши появляются на свет чаще ранним летом. Период беременности составляет 110—140 дней. Самка за год успевает принести два помёта, по 1—3 детёнышей в каждом. Новорождённые хорошо развиты: они полностью покрыты шерстью, зрячие и способны передвигаться. Через 5 месяцев они отлучаются, а в возрасте 10 месяцев становятся половозрелыми. Продолжительность жизни составляет от 8 до 11 лет.

## Угрозы
Довольно многочисленный вид. Местные жители используют мясо хутии в пищу, на Кубе разрешён лицензионный отстрел этого грызуна.